# Aja (Sprache)
Aja (auch: Adja, Ajagbe, Hwè) ist die Sprache der Adja, einer westafrikanischen Ethnie. Die Adja leben vorwiegend in Benin und Togo. Im Benin sprechen Aja ca. 588.100 (SIL 2002) bis 775.000 Menschen, in Togo ca. 152.300 (SIL 2002) bis 171.000 Menschen.
Im Benin leben die Aja-Sprecher im südwestlichen Landesteil am Fluss Mono in den Provinzen Couffo (Subprefäkturen: Aplahoué, Djakotomè, Dogbo, Klouékanmè, Lalo und Tovinklin), Mono (Subprefäkturen: Athiémè, Comè  und Houéyogbé) und Zou in den Subprefäkturen Djidja und Agbangnizoun.
Bekannte Dialekte im Benin sind Dogbo, Hwe (Ehoue), Tado (Stado, Sado, Tadou), Sikpi und Tala. Die Dialekte Hwe, Sikpi, Tado und Tala sind linguistisch dem Dogbo ähnlich. Es besteht eine lexikalische Übereinstimmung von 92 Prozent mit Hwe-Sikpi sowie 89 Prozent mit Hwe-Dogbo, Hwe-Tado und Hwe-Tala. In Togo werden die Dialekte Dogo, Hwe (Ehoue), Tado (Stado, Sado, Tadou), Sikpi, Tala gesprochen.
Im Benin ist Aja eine von sechs nationalen Sprachen. Im Benin wird Aja auch in einigen lokalen Schulen gelehrt. Es gibt Radiosendungen, Literatur und Zeitschriften sowie Wörterbücher und Grammatiken in Aja.
Aja gehört zu den Kwa-Sprachen.